# Greenfield Sluder
Greenfield Sluder (* 30. August 1865; † 9. Oktober 1928 in St. Louis) war ein US-amerikanischer Laryngologe.

## Werdegang
Sluder studierte Medizin an der Washington University in St. Louis und promovierte 1888. Seine Studien vertiefte er in Wien, Berlin und London. Von 1896 bis 1906 war er Dozent für Laryngologie an der Washington University, danach Leiter der Abteilung für Laryngologie und Nasenheilkunde der Washington University Medical School.
Nach ihm ist die Sluder-Operation und die Sluder-Neuralgie (auch Sluder-Syndrom) benannt.